# Todo sobre Camila
Todo sobre Camila é uma telenovela peruana exibida em 2002 pela Latina Televisión.

## Elenco
- Scarlet Ortiz- Camila Montes de Alba
- Segundo Cernadas- Alejandro Novoaia
- Bernie Paz- Eduardo Bonfil
- Carla Barzotti - Alicia
- Katia Condos- Irene Novoa
- Yvonne Fraysinett- Florencia Montes de Alba
- Mariela Trejos- Juanita